# Sanaa Alsarghali
Sanaa AlSarghali (Tulkarm, Palestina, 2 de febrero de 1987) es la primera mujer palestina en tener un doctorado en derecho constitucional en el Estado de Palestina.Es investigadora en el campo del derecho y la constitución, profesora de derecho constitucional en la Facultad de Derecho de la Universidad Nacional An-Najah y fundadora y directora del Centro de Estudios Constitucionales de la Universidad An-Najah. Dicta la Cátedra UNESCOde Democracia, Derechos Humanos y Paz. La Organización de Liberación de Palestina la nombró como el noveno miembro del Comité de Redacción de la Constitución Palestina.

## Infancia y educación
Sanaa Samir Hussein Abdullah Al-Sarghali es la tercera hija de Sameer Al Sarghali y Raja Hajqasem, ambos farmacéuticos de Tulkarm. Su abuela materna era una inmigrante judía de Polonia que se casó con su abuelo palestino en 1937 en Jerusalén. Después del matrimonio, su abuela se convirtió al Islam y vivió en Tulkarm. Al-Sarghali estudió en la escuela secundaria femenina Al-Adawiya de la ciudad.
En 2005, se matriculó en la Universidad Nacional An-Najah en Nablus y en 2009 se licenció en derecho. Después de graduarse como la mejor de su clase, recibió una beca de maestría de la Universidad Najah para viajar al Reino Unido. En 2009 se unió a la Universidad de Durham para estudiar Comercio Internacional y Derecho Comercial. Se graduó en 2010 con un máster en Derecho y en 2011 se unió a la Universidad de Lancaster para completar su doctorado en derecho constitucional,convirtiéndose en la primera mujer palestina en obtener un doctorado en derecho constitucional. Durante su tiempo como vicedecana de la Graduate College en la Universidad de Lancasterinició el New Café para estudiantes de doctorado de filosofía. Esto se convirtió en uno de los centros más atractivos para que los estudiantes de doctorado compartieran su trabajo y encontraran colaboraciones entre diferentes especializaciones. A los dos años de su graduación, en diciembre de 2018, Sanaa recibió el premio Outstanding Alumni Award de la Universidad de Lancaster. El Premio Alumni reconoce a los graduados de Lancaster que han hecho una contribución sustancial en su campo y han desarrollado una excelente reputación nacional o internacional entre sus pares.

## Trabajo de medios
La Dra. Alsarghali ha trabajado con Women Media and Development desde que tenía diecinueve años. Mientras era estudiante universitaria presentó un programa de televisión titulado: 'TAM TIME', que se centraba en cambiar la imagen estereotipada de las mujeres palestinas en los medios, donde la mayoría de las invitadas eran mujeres fuertes capaces de discutir diversos temas relacionados con Palestina.Hizo una pasantía en la estación de televisión Al-Fajer en Tulkrem y presentó varios programas. Comenzó a crear películas educativas durante las campañas de concienciación constitucional palestina. Es alumna del Annenberg-Oxford Media Policy Summer Institute.

## Activismo
En 2016 fue elegida presidenta de la Junta Directiva de Mujeres Medios y Desarrollo (TAM) y se convirtió en la presidenta electa más joven de una ONG activa en Palestina.Ha sido portavoz de TAM en numerosas campañas de promoción de los Derechos de la mujer.
En 2019, Care International la eligió en Cisjordania y Gaza como modelo a seguir para la participación pública de las mujeres.Ha dado discursos de motivación en muchas universidades palestinas animando a las mujeres jóvenes a participar en la política. En 2020 dio una charla en el Parlamento australiano en Canberra sobre la construcción constitucional en Palestina.

## Campañas de concientización constitucional
Lal Dra. Alsarghali fue una de las principales iniciadoras y la primera experta legal en la Campaña de Concientización Constitucional titulada: “Mi Constitución debería incluirme”. Esta campaña tiene como objetivo contribuir a la creación de una constitución palestina de transición integral donde las mujeres sean las principales contribuyentes en redactar ese documento mientras todavía estén bajo la ocupación israelí. La campaña se lanzó al público el 10 de octubre de 2020, en cooperación entre Women Media and Development (TAM), el Centro de Estudios Constitucionales de la Universidad Nacional An-Najah y la Unión General de Mujeres Palestinas. La campaña incluyó varias actividades, como seminarios web de capacitación para estudiantes universitarios en Cisjordania y Gaza, y “Mujeres, constituciones y elaboración de constituciones” a cargo de la Red de Transformación de la Constitución, con sede en Melbourne, Australia. Además, durante la campaña, Alsarghali dirigió diez películas que fueron producidas y promocionadas en sitios web y plataformas de redes sociales como Facebook, Instagram y Twitter.
En 2019, la primera Campaña Constitucional se lanzó en colaboración entre el Centro de Estudios Constitucionales, el Tribunal Constitucional Palestino, la Iniciativa Palestina para la Promoción del Diálogo Global y la Democracia (Miftah),y Mujeres Medios y Desarrollo (TAM). Su objetivo era discutir los principios constitucionales de la Constitución palestina. Antes de las campañas, Alsarghali inició la idea de organizar la primera conferencia internacional sobre construcción constitucional en la Universidad An-Najah donde se centró en el papel de las mujeres en los parlamentos. Además, ha sido organizadora de diversos webinars y conferencias a nivel internacional y local.

## Academia
Alsarghali es miembro del Instituto Richardson y del proyecto SEPAD, donde su trabajo se centra en el sectarismo y la identidad constitucional. También ha publicado sobre identidades constitucionales en Baréin, Líbano y Palestina.
Su trabajo en Palestina se centra principalmente en el diseño constitucional y, en particular, en el sistema semipresidencial de Palestina. Su trabajo ha sido citado a nivel local e internacional y ha sido invitada a conferencias internacionales para hablar sobre el proceso de construcción constitucional en Palestina.

## Premios
Sanaa ha recibido muchas becas prestigiosas y entre ellas se encuentra la beca visitante Kathleen Fitzpatrick en Derecho Constitucional en la Universidad de Melbourne en julio y agosto de 2020. En 2018, recibió el Premio Outstanding Alumni Award de la Universidad de Lancaster.